# Dunyvaig Castle
Dunyvaig Castle, (skotsk gælisk: Dùn Naomhaig, Galejernes fort, også kendt som Dunnyveg) er ruinen af en borg, der kan dateres tilbage til 1100-tallet, som står på sydsiden af øen Islay i Argyll, Skotland på kysten ud til Lagavulin Bay, 4 km fra Port Ellen. Den har været flådebase for Lord of the Isles der var høvding for Clan Donald. Den tilhørte Clan MacDonald of Dunnyveg.
Den nuværende ruin stammer primært fra 1500-tallet, men har dog også en borggår fra 1200-tallet og et keep fra 1400-tallet
Ruinen har været et scheduled monument siden 1989.